# Matthias Lehmann
Pour les articles homonymes, voir Matthias Lehmann (football) et Lehmann.
Matthias Lehmann est un auteur de bande dessinée, illustrateur français né en 1978. 

## Biographie
Matthias Lehmann naît en 1978, en France, d'un père français et d'une mère brésilienne.
Au milieu des années 1990, il édite des fanzines autoproduits à la linogravure. Son attachement à cette technique marque l'esthétique de son travail, dans les projets à la carte à gratter (L'étouffeur de la RN 115) comme à la plume (La Favorite). Parallèlement à son travail d'auteur, il publie régulièrement ses illustrations dans la presse, notamment dans Libération, Le Monde des Livres, Siné Mensuel, et participe également à des anthologies comme Comix 2000, Lapin ou Dirty Stories.

## Publications

### Graphzine
- O pesadelo de Gustavo Ninguém, Marseille, Le Dernier cri, collection « Bi-kro », 2000[5].
- (en) Grandma's painting, Ljubljana, Stripburger, 2006.

### Bande dessinée
- Le Gumbo de l'année, Éd. Les Requins Marteaux, 2002  (ISBN 2909590739)
- Isolacity, Éd. L'Association, 2002, 22 p.  (ISBN 2844140661)
- L'étouffeur de la RN 115, Éd. Actes Sud, 2006  (ISBN 2742758844)
- Les Larmes d'Ezéchiel, Éd. Actes Sud, 2009  (ISBN 9782742783991)
- La Favorite, Éd. Actes Sud, 2015  (ISBN 978-2-330-04778-8).
- Personne ne sait que je vais mourir, collection « Patte de mouche », L'Association, 2016
- Qu'importe la mitraille, (avec Nicolas Moog) 6 Pieds Sous Terre, 2016  (ISBN 978-2-35212-123-7)
- La Vengeance de Croc-en-Jambe, (avec Nicolas Moog) Éd. Fluide Glacial, 2019  (ISBN 978-2378782443)
- Chumbo,  Éd. Casterman, 2023  (ISBN 978-2203215481)

### Illustration
- La Ruche et le mémorial, Éd. ION, 2013  (ISBN 978-2-919347-13-1).
- Agora, Éd. 6 Pieds sous terre, 2019  (ISBN 978-2352121480).

### Collectif
- Nouillasses, Éd. Léozédi, 1999.
- La Légende d'Ed Kurs, Éd. Léozédi, 2000.
- Criarde tome 1, Éd. Léozédi, 2002.
- Y'a pas de malaise !, Éd. Steinkis, 2010.
- Poépsies, Éd. Vent du soir, 2011.
- Fluide Glacial, avec Nicolas Moog, 2015 - 2018.
- Pandora, Éd. Casterman, 2016 - 2018.
- True Stories of Nic & Matt , avec Nicolas Moog , 6 Pieds sous terre éditions , 2024.

### Traduction
- L'Amour infini que j'ai pour toi, Paulo Monteiro, Éd. 6 Pieds Sous Terre, 2013.
- La légende du Coucou, Wagner Willian, Éd. Casterman, 2018.  (ISBN 978-2203168688).

## Sélections et récompenses
- La Favorite :
  - Prix du meilleur album 2015 au festival Normandiebulle de Darnétal ;
  - Prix littéraire des lycéens et apprentis de la région Paca 2017[6] ;
  - Prix du scénario du Festival Lycéen de la Bande Dessinée de Colomiers 2016[7] ;
  - Sélection officielle du FIBD 2016
- Chumbo :
  - Sélection finale du Grand prix de la critique de l'ACBD 2024[8] ;
  - Sélection prix Landerneau BD 2023 ;
  - Sélection prix Fnac France Inter 2024 ;
  - Sélection officielle du FIBD 2024.
  - Prix Bulles d’humanité 2024[9]